# Europese kampioenschappen judo 1996
De Europese kampioenschappen judo 1996 waren de tiende editie van de Europese kampioenschappen judo en werden gehouden in Den Haag, Nederland, van donderdag 16 mei tot en met zondag 19 mei 1996. De wedstrijden vonden plaats in Houtrust Sport.

## Resultaten

### Mannen
| Gewichtsklasse | Goud                  | Zilver             | Brons                                   |
| -------------- | --------------------- | ------------------ | --------------------------------------- |
| – 60 kg        | Giorgi Vazagashvili   | Nigel Donohue      | Girolamo Giovinazzo Franck Chambilly    |
| – 65 kg        | Giorgi Revazishvili   | Julian Davis       | Peter Schlatter Larbi Benboudaoud       |
| – 71 kg        | Danny Kingston        | Thomas Schleicher  | Christophe Gagliano Ilya Chimchiuri     |
| – 78 kg        | Djamel Bouras         | Oleg Cretul        | Konstantin Savtchichkine Patrick Reiter |
| – 86 kg        | Mark Huizinga         | Oleg Maltsev       | Ryan Birch Sergei Klischin              |
| – 95 kg        | Paweł Nastula         | Pedro Soares       | Ghislain Lemaire Dmitri Sergeyev        |
| + 95 kg        | Davit Chachaleisjvili | Serguei Kossorotov | Selim Tataroğlu Rafał Kubacki           |
| Open           | Indrek Pertelson      | Selim Tataroğlu    | Harry Van Barneveld Ramaz Chochosvili   |

### Vrouwen
| Gewichtsklasse | Goud                | Zilver                  | Brons                                  |
| -------------- | ------------------- | ----------------------- | -------------------------------------- |
| – 48 kg        | Yolanda Soler       | Jana Perlberg           | Laura Moise Giovanna Tortora           |
| – 52 kg        | Sharon Rendle       | Alessandra Giungi       | Nicole Flagothier Marie-Claire Restoux |
| – 56 kg        | Jessica Gal         | Mária Pékli             | Magali Baton Isabel Fernández          |
| – 61 kg        | Gella Vandecaveye   | Catherine Fleury-Vachon | Jenny Gal Diane Bell                   |
| – 66 kg        | Claudia Zwiers      | Emanuela Pierantozzi    | Anja Von Rekowski Helena Štusáková     |
| – 72 kg        | Ulla Werbrouck      | Karin Kienhuis          | Hannah Ertel Estha Essombe             |
| + 72 kg        | Angelique Seriese   | Johanna Hagn            | Svetlana Goundarenko Michelle Rogers   |
| Open           | Monique van der Lee | Donata Burgatta         | Simona Richter Irina Rodina            |

## Medaillespiegel
| Plaats | Land                | Goud | Zilver | Brons | Totaal |
| 1      | Nederland           | 5    | 1      | 0     | 6      |
| 2      | Georgië             | 3    | 0      | 0     | 3      |
| 3      | Verenigd Koninkrijk | 2    | 2      | 3     | 7      |
| 4      | België              | 2    | 0      | 2     | 4      |
| 5      | Frankrijk           | 1    | 1      | 7     | 9      |
| 6      | Polen               | 1    | 0      | 1     | 2      |
| 6      | Spanje              | 1    | 0      | 1     | 2      |
| 8      | Estland             | 1    | 0      | 0     | 1      |
| 9      | Italië              | 0    | 3      | 3     | 6      |
| 10     | Rusland             | 0    | 2      | 4     | 6      |
| 11     | Duitsland           | 0    | 2      | 3     | 5      |
| 12     | Oostenrijk          | 0    | 1      | 2     | 3      |
| 13     | Turkije             | 0    | 1      | 1     | 2      |
| 14     | Hongarije           | 0    | 1      | 0     | 1      |
| 14     | Moldavië            | 0    | 1      | 0     | 1      |
| 14     | Portugal            | 0    | 1      | 0     | 1      |
| 17     | Oekraïne            | 0    | 0      | 2     | 2      |
| 17     | Roemenië            | 0    | 0      | 2     | 2      |
| 19     | Tsjechië            | 0    | 0      | 1     | 1      |
| Totaal | Totaal              | 16   | 16     | 32    | 64     |